# Rob Friedrich
Robert Friedrich (* 1961) ist ein US-amerikanischer Basketballtrainer.

## Laufbahn
Friedrich studierte an der San José State University Bewegungswissenschaft. Ab 1982 war er regelmäßig als Trainer bei Basketballtrainingslagern tätig, arbeitete zudem mit Spielern im Individualtraining und spezialisierte sich auf die Wurftechnik. 1986 ging Friedrich nach Schweden, spielte dort im Leistungsbereich Basket- und Handball. 1987 und 1988 spielte er im dänischen Kopenhagen und kehrte nach einer kurzen Zeit in seinem Heimatland nach Dänemark zurück. Mit seiner dänischen Frau bekam er zwei Söhne. Friedrich wurde beim Verein Horsens IC Assistenztrainer der Basketballmannschaft, ab der Saison 1989/90 hatte er im selben Land das Cheftraineramt beim Vejle Basketball Klub inne. 1990/91 war er in Vejle Spielertrainer. Des Weiteren übernahm er in dieser Zeit als Trainer die Betreuung der dänischen Jugendnationalmannschaft und arbeitete als Sportlehrer an einer Schule in Vejle sowie als Veranstalter von Basketballcamps.
1994 verließ er Dänemark und wurde in der deutschen Basketball-Bundesliga Cheftrainer des SV Oberelchingen. Er erreichte mit der Mannschaft 1994/95 das Bundesliga-Viertelfinale. Im Vorfeld der Saison 1995/96 trat Friedrich das Traineramt beim Bundesliga-Aufsteiger Rhöndorfer TV an. Aufgrund der angespannten sportlichen Lage wurde er in Rhöndorf in der Weihnachtspause 1995 entlassen.
1997 ging Friedrich in die Vereinigten Staaten zurück. Er widmete sich seiner Tätigkeit als Veranstalter von Basketballcamps, derartige Trainingslager führte er in den folgenden Jahren in mehreren europäischen Ländern, später auch in Indien, durch, zudem veranstaltete er für Spieler und Trainer aus den Vereinigten Staaten Basketballreisen in europäische Länder.
Neben seinen Tätigkeiten als Veranstalter war er von 1999 bis 2005 als Sportlehrer an einer Schule in Castro Valley (Bundesstaat Kalifornien) tätig, zwischen August 2006 und Juni 2009 arbeitete Friedrich als Sportlehrer und Schulsportleiter an der Pacific Grove High School (ebenfalls in Kalifornien). Teils gleichzeitig hatte er von 2005 bis 2010 eine Stelle als Sportdozent an der California State University, East Bay inne, von 2005 bis 2017 übte er des Weiteren eine Lehrtätigkeit im Fach Bewegungswissenschaft an der San Jose State University aus. Ab 2011 war Friedrich zudem im kalifornischen Alameda im Bereich Sportmedizin als Ausbilder tätig.
2002 veröffentlichte er gemeinsam mit Jesper Hauge und Ole Nedergaard in dänischer Sprache das Basketball-Lehrbuch Basketball ABC – teknik og taktik.